# Pitts S2A

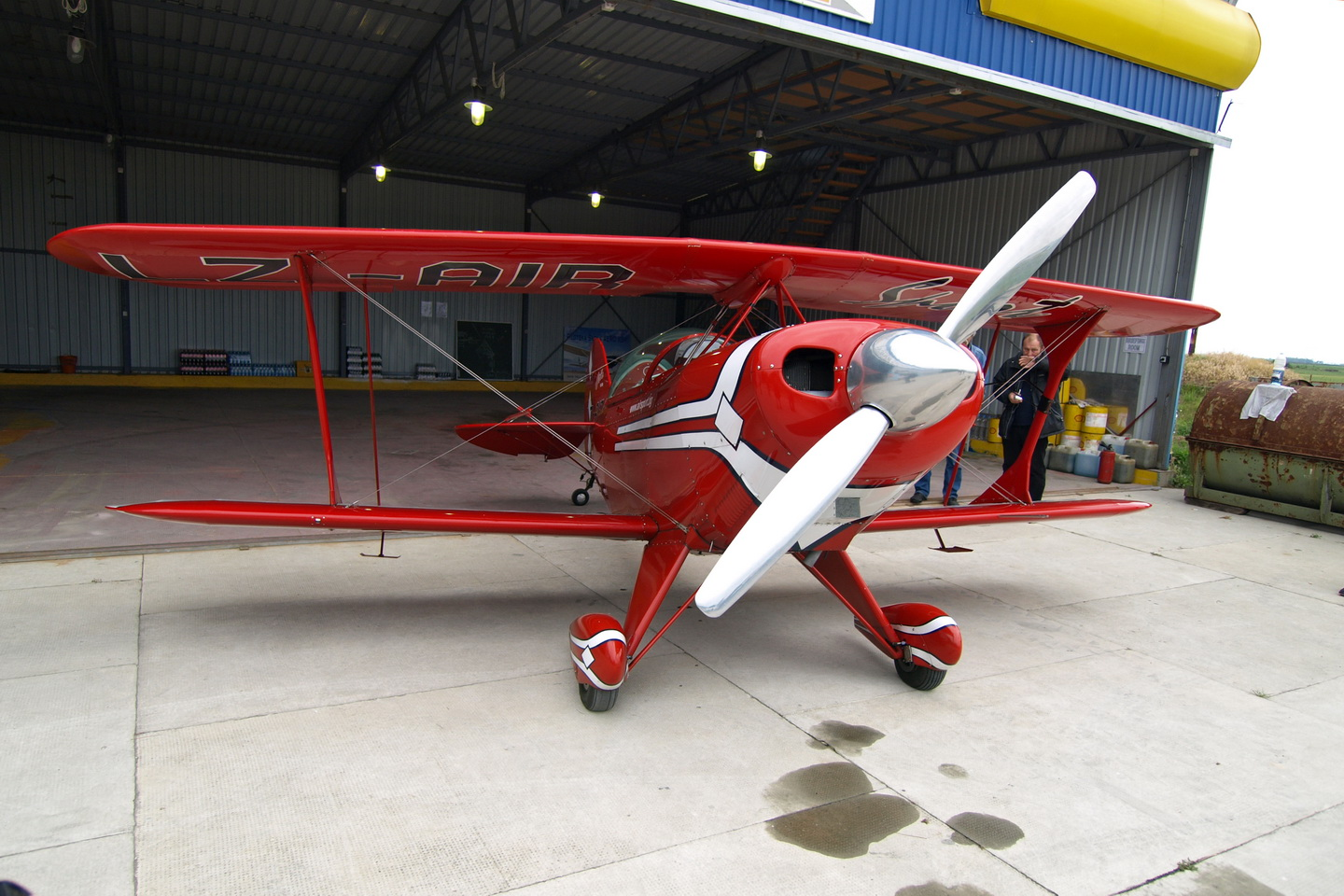
Nachfolger der Pitts S-2A, die Pitts S-2B (hier LZ-AIR)

Die Pitts Special S-2A war zur Zeit ihrer Konstruktion das erste doppelsitzige Kunstflug-Flugzeug, mit dem sich wirklich das gesamte Spektrum des Kunstfluges fliegen ließ. Sie wird von einem 200-PS-Boxermotor angetrieben und ist mit einem Rückenflugsystem für die Öl- und Benzinversorgung ausgerüstet. Aufgebaut aus einem stoffbespannten Stahlrohrrumpf mit Holzflügeln stellt das Flugzeug eine solide und bewährte Technik dar.

## Eigenbauten
Eine der bekanntesten Nachbauten der Pitts S2A ist die doppelsitzige Christen Eagle II, die sich nur in der eckigeren Form der Cowling und der leicht veränderten Form des Seitenruders optisch von der Pitts S2A  unterscheidet.

## Referenzen
1. ↑  Christen Eagle – Wings Of History Air Museum. Abgerufen am 26. April 2024 (amerikanisches Englisch).